# AnsaldoBreda F15
Pour les articles homonymes, voir Ansaldo (homonymie).
L'AnsaldoBreda F12 / F15 est un modèle de trolleybus fabriqué en Italie par la division Autobus du constructeur ferroviaire AnsaldoBreda, filiale du groupe public Finmeccanica à partir de l'année 2000.
Ce trolleybus est un véhicule de nouvelle conception qui repose sur la caisse du Menarini Monocar 220. 

## Histoire
Le trolleybus, très à la mode à partir des années 1930, a connu sa période de gloire au lendemain de la Seconde Guerre mondiale avec la concentration de la population dans les villes et banlieues. Son principal intérêt résidait dans la traction électrique alors que tous les pays souffraient du manque de carburants pétroliers.
D'un coût supérieur à un autobus ç moteur thermique, il demeure toutefois bien moins cher qu'un tram et reste d'une utilisation plus souple. Les modèles récents sont tous équipés d'un moteur thermique "dit de secours" qui peut aussi assurer une marche autonome.
En Italie, les premiers véhicules à traction électrique semble être apparus à Turin lors de la Première exposition internationale d'art décoratif moderne inaugurée en avril 1902. La première entreprise de transport urbain à mettre en service régulier une ligne de trolleybus fut la ville portuaire de La Spezia en 1906. L'ATM de Milan metra en service une ligne spéciale pour assurer le transport des visiteurs de l'Exposition universelle de 1906. Le trolleybus connaîtra un grand essor au début des années 1930. Quasiment toutes les grandes villes italiennes auront plusieurs lignes dans leur réseau de transport urbain et même interurbain.
Tous les constructeurs italiens disposaient d'un ou plusieurs modèles. Comme toujours, les constructeurs offraient la structure de la caisse, montaient l'équipement de traction choisi par le client et le carrossier industriel terminait le véhicule et son aménagement intérieur. C'est ainsi que l'on trouve sous la même dénomination des véhicules à l'esthétique différente car provenant de carrossiers différents avec des équipements de traction de fournisseurs concurrents.
Per exemple, à Rome, le parc matériel au lendemain de la guerre comptait 130 trolleybus Fiat 672F. 60 disposaient d'équipements de traction CGE et 70 Marelli, 14 étaient carrossés par Carmagnola, 91 par Cansa et 25 par Stanga. Tous ces trolleybus mesuraient 12,0 mètres de longueur et 2,50 m de large, avaient trois essieux simples, deux doubles portes latérales et le volant à droite, conformément au code italien de l'époque.
Au début des années 1960, l'industrie se développe en périphérie des villes et les citadins veulent des moyens de transport modernes, esthétiques et confortables. Les trolleybus sont tous assez anciens car leur durée de vie est souvent supérieure à 50 ans et ne répondent plus aux demandes des usagers. Ils ne polluent pas mais ce n'est pas un critère pris en compte à cette époque. Les sociétés de transport sont sollicitées par les constructeurs pour développer leur flotte avec des autobus thermiques, moins chers et modernes, plus souples d'utilisation car sans "fils à la patte". La transition se fera dans les années 1970 avec l'arrêt de quasiment toute production de trolleybus, seuls resteront quelques petit constructeurs très spécialisés dans la maintenance et, à l'occasion, fabriqueront quelques unités neuves à la demande et sur commande ferme.
En Italie, Alfa Romeo arrêta toute production de trolleybus et d'autobus en 1964, Lancia en 1970. Les constructeurs ayant conservé cette spécialité sont Fiat V.I. (devenu IVECO) qui a produit plusieurs modèles avec son associé Socimi. La production de son dernier modèle de trolleybus, l'Iveco Bus Crealis, a cessé en 2015. AnsaldoBreda qui a repris Menarini Bus pour créer BredaMenarinibus a arrêté cette fabrication en 2000.

## La société Ansaldo-Breda
En 1999, les deux constructeurs du secteur public italien, la division automotive d'Ansaldo dépendant de Finmeccanica (ex sous-holding de l'IRI) et celle du Groupe Ernesto Breda (ex EFIM) fusionnent pour former AnsaldoBreda. Breda était un important construit de véhicules électriques et avait vendu à la fin de années 1980 de très nombreux trolleybus Bredabus 4001. La société avait la disponibilité du châssis d'autobus conçu avec Menarini Bus et en l'équipant du système de traction Ansaldo de 145 kW avec un moteur auxiliaire VM Motori de 95 kW, le trolleybus F19 était né.

## Le modèle AnsaldoBreda F12
Le trolleybus AnsaldoBreda F12 bimodal a été conçu pour répondre au cahier des charges de la ville de Crémone dont le réseau est alimenté en 600V CC. C'est, pour les spécialistes en la matière, le modèle prototype qui a donné naissance au F15. 2 exemplaires ont été fabriqués uniquement pour l'AEM de Crémone en .

## Le modèle AnsaldoBreda F15
Ce trolleybus a été conçu pour répondre à la demande de la société de transports urbains de Bari et Gênes qui devaient remplacer leur ancienne flotte de trolleybus, les fameux Alfa Romeo 1000 Aerfer et Fiat-Socimi.
Les 20 exemplaires commandés ont été réalisés par la division autobus de Breda Costruzioni Ferroviarie, sur la base du châssis utilisé pour le Menarini Monocar 220, avec une carrosserie Breda 2001 et un équipement électrique de traction Ansaldo.